# 와니시역
와니시역(일본어: 輪西駅 わにしえき[*])은 일본 홋카이도 무로란시에 위치한 홋카이도 여객철도 무로란 본선 지선의 철도역이다. 상대식 승강장 2면 2선의 구조를 갖춘 지상역이다.

## 이용 현황
- 1981년도 : 532명
- 1992년도 : 294명

## 역 주변
- 국도 제36호선
- 무로란 신용금고 와니시 지점

## 역사
- 1928년 9월 10일 : 일본국유철도 무로란 본선의 와니시역으로서 개업. 여객 · 영업만. 동시에 와니시 역은 히가시와니시역으로 개칭.
- 1980년 5월 15일 : 소화물 취급 폐지.
- 1984년 4월 1일 : 무인화.
- 1987년 4월 1일 : 일본국유철도 분할 민영화에 의해, 홋카이도 여객철도가 승계.
- 1994년 : 간이 위탁 폐지, 완전 무인화.

## 인접 역
| 홋카이도 여객철도 무로란 본선 지선  | 홋카이도 여객철도 무로란 본선 지선 | 홋카이도 여객철도 무로란 본선 지선 |
| ----------------------------------- | ---------------------------------- | ---------------------------------- |
| H 32 히가시무로란 히가시무로란 방면 | ■ 무로란 본선 지선                 | 미사키 M 34 무로란 방면            |